# Heinrich von Abendroth

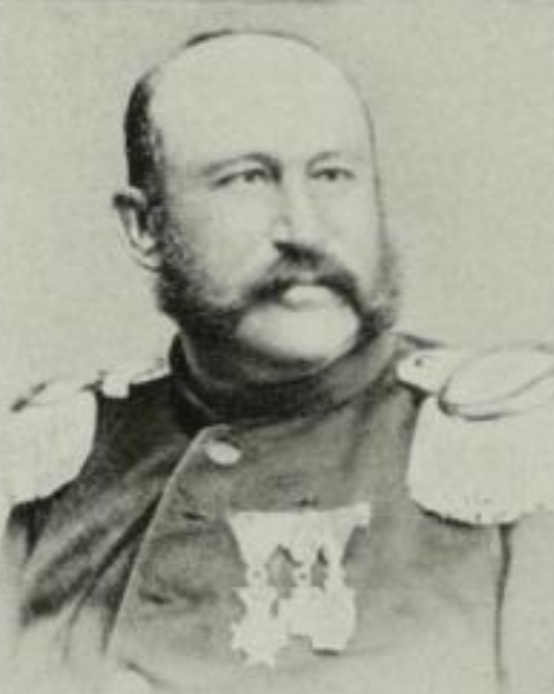
Heinrich von Abendroth

Heinrich von Abendroth (* 17. Mai 1819 in Wurzen; † 16. Februar 1880 in Dresden) war ein sächsischer Generalleutnant und Militärschriftsteller.

## Leben

### Herkunft
Heinrich stammte aus der nobilitierten Familie Abendroth und war der Sohn des Offiziers und Zollbeamten Christian Friedrich von Abendroth (1779–1842) und dessen Ehefrau Marianne, geborene von Segnitz (1786–1826).

### Militärkarriere
Heinrich von Abendroth besuchte die allgemeinbildende Schule in Wurzen. Nach dem Wunsch des Vaters sollte er eine theologische Berufslaufbahn einschlagen. Denn er selbst hatte in seinem Leben schlechte Erfahrungen mit dem Militär sammeln müssen. Seine militärische Laufbahn begann Heinrich von Abendroth 1831 in der Kadettenschule Dresden. Nach Beendigung dieser Ausbildung wurde er zunächst in das 3. Schützen-Bataillon der Sächsischen Armee in Leipzig versetzt und avancierte bis 1837 zum Leutnant. Während seiner Stationierung in Leipzig beteiligte er sich sehr aktiv am geistigen Leben dieser Stadt. So war er zum Beispiel Mitglied der „Deutschen Gesellschaft“ des Hofrates Ernst Gotthelf Gersdorf (1804–1874). Die nächsten Jahre war er vor allem mit militärischen Studien und ab 1843 mit Forschungsreisen beschäftigt. Ab Herbst des Jahres unternahm er eine ausgedehnte Studienreise nach Belgien, Frankreich und in die Schweiz. Die dabei gewonnenen Eindrücke verarbeitete er in seiner ersten Schrift Militärische Briefe eines deutschen Offiziers… Hier wertete er vor allem die französischen Erfahrungen im Heereswesen und im Festungsbau aus. Im Anschluss daran hielt er sich 1845 mehrere Monate in Dresden auf, um selbst mehr Erfahrungen im Pionierdienst zu sammeln. Wieder nach Leipzig zurückgekehrt, wurde er 1846 zum Oberleutnant im 1. Schützen-Bataillon befördert.
In dieser vorrevolutionären Zeit bemühte sich Heinrich von Abendroth, einen neuen Geist in die doch stark konservative Publizistik über das sächsische Militärwesen hineinzutragen. So gründete er gemeinsam mit Georg Gustav Wilhelm eine eigene, unabhängige Militärzeitschrift mit dem Titel Heer und Volk. Das erfolgte vor allem in strikter Abgrenzung zu der in diesen Jahren verlegten Militär-Literatur-Zeitung. Seine Verlegertätigkeit begann 1848 mit einer Sammlung, zumeist militärbezogener Artikel in den ersten beiden Ausgaben. Die 3. Ausgabe jedoch musste er dann auf Grund der Märzereignisse und daraus resultierenden revolutionären Kämpfe wieder abbrechen. Er selbst kam mit dem 1. Schützen-Bataillon in Altenburg gegen revolutionäre Unruhen zum Einsatz. Dabei wurde ihm entschlossenes Handeln attestiert. Seine anschließende Aggregation als Hauptmann war 1849 mit der Versetzung in das Kriegsministerium in Dresden verbunden. Bei den in diesen Monaten in Dresden stattfindenden Straßenkämpfen soll er aktiv auf ein Eingreifen durch preußische Truppen hingewirkt haben. Seine Erfahrungen dazu schrieb er in dem Werk Der Aufstand in Dresden nieder, das 1849 in Leipzig verlegt wurde. Anschließend erfolgte seine vorübergehende Versetzung zum Generalstab, die dann, im Juni 1850, in eine bestandsmäßige Kommandierung umgewandelt wurde. Dann in den Etat des Generalstabes 1851 einrangiert, war er mehrere Jahre mit der Ausarbeitung eines neuen Dienstreglements beschäftigt. Nebenbei unterrichtete er an der „Dresdener Fortbildungsschule“ für Offiziere die Fächer Taktik und Kriegsgeschichte. Geprägt waren die folgenden Jahre durch die Erarbeitung weiterer militärischen Schriften. Dazu gehörten 1861 das Werk Über die militärischen und technischen Grundlagen der Truppentransporte auf Eisenbahnen und im Folgejahr das Buch Terrainstudien zu dem Rückzug des Varus und den Feldzügen des Germanicus. Ein weiterer Auftrag, den Abendroth 1863 erhielt, war die Ausarbeitung eines neuen Infanteriereglements. Doch als 1865 mit der Erprobung der einzelnen Vorschläge begonnen wurde, konnte diese Phase nicht zu Ende geführt werden, da durch die 1867 erfolgende Einbindung Sachsens in den Norddeutschen Bund nunmehr das preußische Reglement in Kraft gesetzt werden musste. Außerdem war er Mitgründer und erster Vorsitzender des 1863 gegründeten und heute noch existierenden Vereins für Erdkunde in Dresden.
1865 erhielt Heinrich von Abendroth das Kommando über das 10. Infanterie-Bataillon, welches er, mit der Sächsischen Armee auf österreichischer Seite kämpfend, auch im Deutschen Krieg 1866 befehligte. Bei Königgrätz wurde er in den Kämpfen schwer am linken Arm und im Brustbereich verwundet. Zum Ende des Jahres wurde er zum Oberstleutnant befördert und für seine Tapferkeit mit dem Ritterkreuz des Militär-St.-Heinrichs-Ordens sowie dem Orden der Eisernen Krone III. Klasse ausgezeichnet. Nach dem Übertritt des Königreichs Sachsen vom Deutschen zum Norddeutschen Bund im Jahr 1867 wurde sein Bataillon in das 7. Infanterie-Regiment „Prinz Georg“ eingegliedert. Noch im gleichen Jahr erschienen seine Studien über den Sicherheitsdienst verbundener Waffen in Wien. Im Jahr darauf wurde Abendroth mit seiner Beförderung zum Oberst zum Kommandeur des 7. Infanterie-Regiments Nr. 106 ernannt. In dieser Stellung nahm er nach dem Beginn des Krieges gegen Frankreich an der Schlacht bei Gravelotte, in Sachsen und Preußen auch als Schlacht bei St. Privat bezeichnet, teil. Hier zog er sich erneut eine Verwundung zu. Während der Belagerung von Paris war Abendroth mit der Führung der 4. Infanterie-Brigade Nr. 48 beauftragt. Bei einem Sturz von seinem, im Kampf getöteten, Pferd, erlitt er weitere schwere Verletzungen. Aufgrund der davongetragenen Verwundungen war er bis März 1871 nicht mehr dienstfähig. Für sein Wirken während des Krieges hatte man ihn mit beiden Klassen des Eisernen Kreuzes, dem Komturkreuz des Verdienstordens mit Kriegsdekoration sowie am 27. März 1871 mit dem Kommandeurkreuz II. Klasse des Militär-St.-Heinrichs-Ordens ausgezeichnet.
Nach seiner Gesundung übernahm er im März 1871 wieder seine Brigade und fungierte zeitgleich auch als Festungskommandant von Sedan. Im November 1871 wurde er zum Generalmajor befördert, am 13. Juni 1875 zunächst mit der Führung der 1. Division Nr. 23 beauftragt und im September 1875 zum Kommandeur dieses Großverbandes ernannt. In dieser Eigenschaft erfolgte Anfang September 1876 seine Beförderung zum Generalleutnant und er erhielt die Erlaubnis zur Annahme des Roten Adlerorden II. Klasse mit Stern. Aus gesundheitlichen Gründen nahm er Ende September 1878 seinen Abschied und wurde unter Verleihung des Großkreuzes des Albrechts-Ordens mit der gesetzlichen Pension sowie der Erlaubnis zum Tragen seiner Uniform zur Disposition gestellt.
Nach seiner Pensionierung beschäftigte sich Heinrich von Abendroth mit der Aquarell-Malerei und wurde Vorsitzender des Landes-Obstbau-Vereins Dresdens. Am 16. Februar 1880 erlag er in Dresden einem Herzleiden.
Zwischen 1904 und 1946 trug in Dresden-Cotta eine Straße den Namen Heinrich von Abendroth. Heute ist das die Hans-Steyer-Straße.

### Familie
Er heiratete am 30. August 1849 in Rudolstadt Ida Freiin von Lichtenstein (1820–1909). Das Paar hatte mehrere Kinder:
- Eveline (* 1850) ⚭ Paul von Hingst, sächsischer General der Infanterie
- Bernhard (* 1853), sächsischer Hauptmann der Landwehr ⚭ 1880 Magarethe von Hagen (* 1853)

## Schriften
- Militärische Briefe eines deutschen Offiziers während einer Reise durch die Schweiz und das mittlere Frankreich im Anfange des Jahres 1844. Adorf 1845.
- Der Aufstand in Dresden. Leipzig 1849.
- J.B.A.Carras, Geschichte des Feldzuges von 1815. Waterloo. (Übersetzung aus dem Französischen), Dresden 1858.
- Über die militärischen und technischen Grundlagen der Truppentransporte auf Eisenbahnen. Darmstadt/Leipzig 1861.
- Terrainstudien zu dem Rückzuge des Varus und den Feldzügen des Germanicus. Leipzig 1862.
- Studien über den Sicherheitsdienst in verbundenen Waffen. Wien 1867.